# Darja Varfolomejeva
Darja Serhijivna Varfolomejeva (ukrainska: Дар'я Сергіївна Варфоломеєва), född 13 april 1999, är en ukrainsk fäktare som tävlar i värja.

## Karriär
Vid olympiska sommarspelen 2024 i Paris var Varfolomejeva en del av Ukrainas lag tillsammans med Dzjoan Fejbi Bezjura, Vlada Charkova och Olena Kryvytska som slutade på sjätte plats i lagtävlingen i värja.